# 四当五落
四当五落（しとうごらく、よんとうごらく）は、大学受験においての用語。

## 概要
大学受験を行う高校生は、睡眠時間を四時間にしたならば合格でき、睡眠時間を五時間にしたならば不合格になるということ。
1950年代から1980年代にかけて、旧制第一中学校と呼ばれる名門の公立高等学校では、東京大学などの名門大学に合格するために四当五落の教育が行われていた。新潟県立新潟高等学校では東京都立日比谷高等学校に追いつき追い越せの雰囲気で、入学してすぐ教師に睡眠時間は四時間にするように言われていた。
東大新聞の受験生向けの記事では四当五落は否定され、実際は十分な睡眠をとって勉強して受験するのが良いとされ、睡眠不足では免疫が落ちてインフルエンザや風邪を引きやすくなるとされる。
韓国にも四当五落という言葉がある。韓国の大学受験は四当五落のような状態となっている。